# Boję się kochać
Boję się kochać – singel polskiego Piosenkarza i Rapera Smolastego oraz polskiej raperki Young Leosi z albumu studyjnego Almost Goat. Singel został wydany 1 kwietnia 2022. Tekst utworu został napisany przez Norberta Smolińskiego i Sarę Sudoł.
Singel zdobył ponad 22 milionów wyświetleń w serwisie YouTube (2023) oraz ponad 11 milionów odsłuchań w serwisie Spotify (2023).

## Nagrywanie
Utwór został wyprodukowany przez Cold Melody. Tekst do utworu został napisany przez Norberta Smolińskiego i Sarę Sudoł.

## Twórcy
- Smolasty, Young Leosia – słowa[1][2]
- Norbert Smoliński, Sara Sudoł. – tekst[1]
- Cold Melody – produkcja[1][2]

## Certyfikaty i sprzedaż
| Kraj          | Certyfikat         | Sprzedaż |
| ------------- | ------------------ | -------- |
| Polska (ZPAV) | 4× platynowa płyta | 200 000+ |